# Dżuma Justyniana

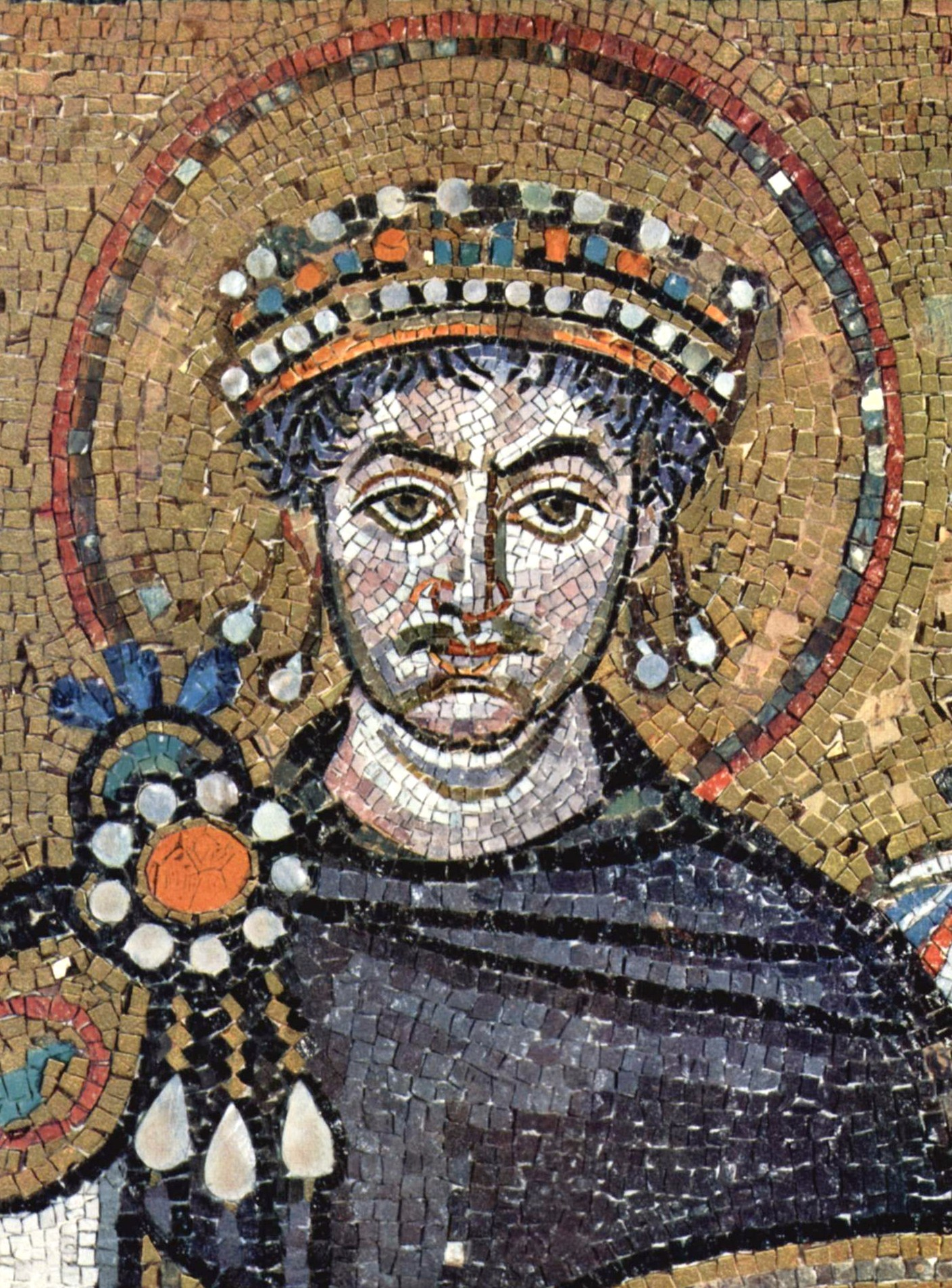
cesarz Justynian Wielki – mozaika z San Vitale

Dżuma Justyniana – epidemia, która dotknęła Cesarstwo Wschodniorzymskie (Bizantyjskie), w tym jego stolicę Konstantynopol, i inne krainy, takie jak Galia, Wyspy Brytyjskie czy Persja. Za jej początek przyjmuje się rok 541 n.e., a jej obecność i nawracające fale były notowane w różnych regionach do połowy VIII w. n.e. 
Przyczyną epidemii była najpewniej dżuma dymienicza, która najprawdopodobniej wywołała również czarną śmierć w XIV wieku. Jej nazwa pochodzi od cesarza Justyniana, na którego rządy przypadł wybuch pierwszej fali pandemii i który sam zapadł na tę chorobę. Jest klasyfikowana jako jedna z trzech wielkich pandemii dżumy w dziejach ludzkości.

## Źródła
Głównym źródłem wiedzy na temat pandemii jest historyk Prokopiusz z Cezarei, który Dżumie Justyniana poświęcił 22. i 23. rozdział II księgi Wojen z Persami. Prokopiusz był bezpośrednim świadkiem pierwszej fali zarazy szalejącej w Konstantynopolu. Innymi autorami piszącymi o zarazie są Ewagriusz Scholastyk oraz Jan z Efezu. Ewagriusz, który chorował podczas zarazy w wieku dziecięcym, pisał z perspektywy czasu, był za to bezpośrednim świadkiem kolejnych fal pandemii. Z kolei relacja Jana z Efezu nie zachowała się – poza fragmentami zawartymi w Kronice Zuquin pióra Pseudo-Dionizego z Tel Mahre. Inne, skromniejsze relacje i opisy, znaleźć można u autorów takich jak Teofanes Wyznawca, Malasas, Jakub z Edessy czy Koryppus. Ponadto informacje o pandemii przekazują Kronika Seert i Kronika do 1234 roku. Źródłem wiedzy na temat przebiegu drugiej fali zarazy jest Agatiasz, historyk cesarstwa, kontynuator dzieła Justyniana. Informacje o zarazie w Galii znajdują się w Gesta Francorum Grzegorza z Tours, a Paweł Diakon pisze o epidemii w Italii w latach 60.

## Rozwój pandemii

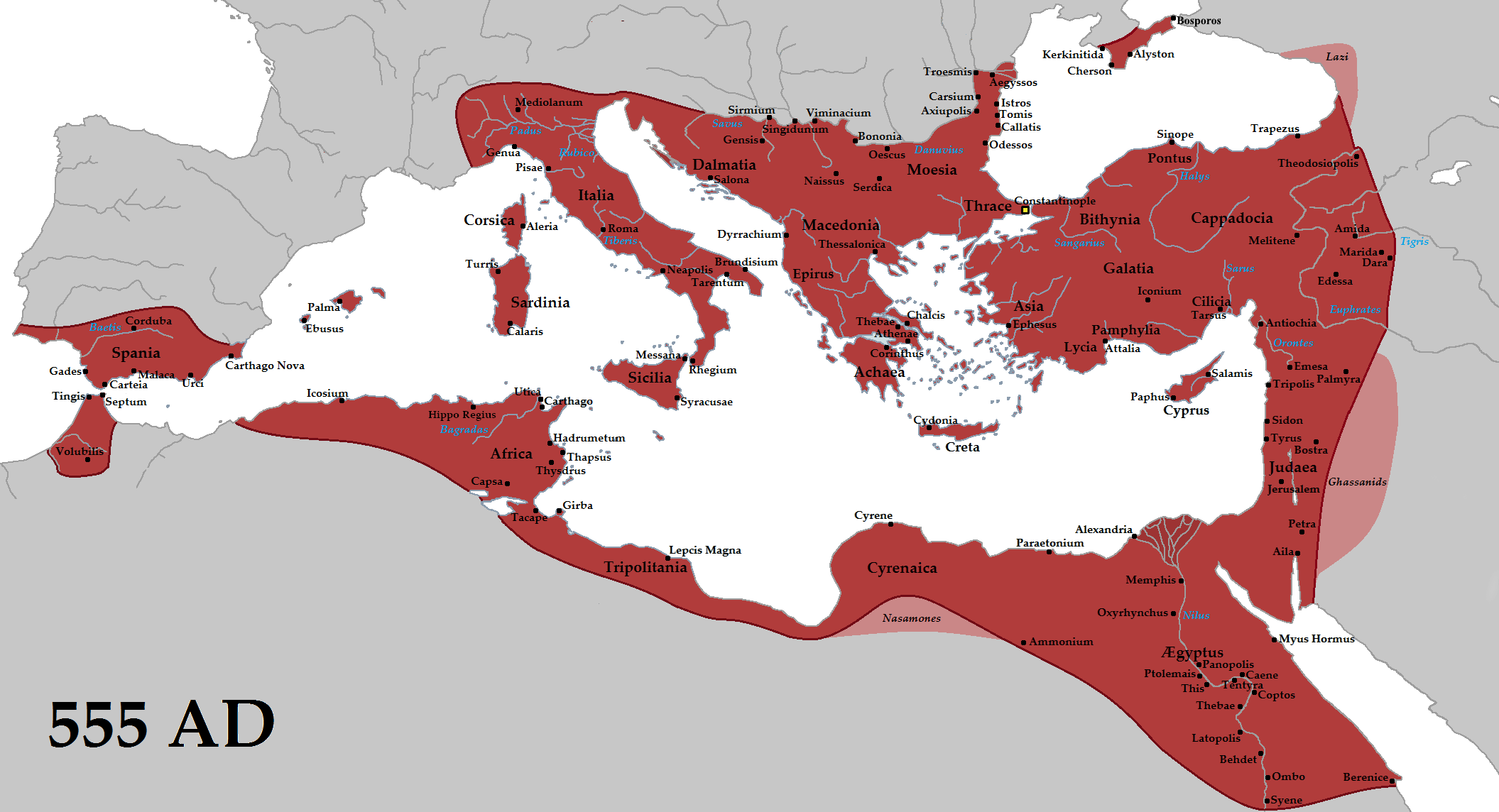
Cesarstwo Bizantyńskie ok. 555 (tj. ok. 15 lat po wybuchu Dżumy)

Łącznie w okresie od 541 do 750 wyróżnić można nawet 18 fal zarazy, spośród których pierwsza pozostaje najbardziej śmiercionośną i znaną. Za czasów Justyniana miały miejsce dwie fale: pierwsza w latach 541–544 i druga w roku 558.
Handel odegrał kluczową rolę w rozprzestrzenianiu się zarazy. Jej pierwsze ogniska pojawiły się w Etiopii bądź w Egipcie i postępowały na północ, aż dotarły do Konstantynopola. Miasto sprowadzało duże ilości zbóż, głównie z Egiptu, i właśnie tą drogą mogły dotrzeć pierwsze źródła zakażenia wraz ze szczurami i pchłami, żyjącymi w miejskich spichlerzach. Ludność Konstantynopola, jak i całej Europy, mogła być wówczas bardziej podatna na choroby po okresie głodu związanym z występującymi kilka lat wcześniej zmianami klimatycznymi lat 535–536. Niedobór zboża wynikający z klęski żywiołowej o szerokim zasięgu mógł też odbić się na populacji szczurów, zwiększając w konsekwencji migracje pcheł; przypuszczenia te, trudne do weryfikacji, podawane są w wątpliwość. Pierwszym miastem zajętym przez zarazę był egipski port Peluzjum, następnie zaś dżuma rozprzestrzeniła się na Palestynę, Konstantynopol, północną Afrykę, Azję Mniejszą i inne prowincje. Gęsta sieć handlowa imperium, ruch pielgrzymkowy, zgromadzenia wojsk w ramach kampanii przeciwko Gotom sprzyjały szybkiemu rozprzestrzenianiu się choroby.
Pierwsza fala w Konstantynopolu trwała około cztery miesiące. Wiadomo skądinąd, że choroba dotarła również do Persji (gdzie zachorował sam szach) i do Galii, Germanii ponadto na Wyspy Brytyjskie i tereny dzisiejszej zachodniej Polski. Silnie poświadczone źródłowo są zwłaszcza wybuchy zarazy na obszarach silnie zaludnionych, na przykład w Rzymie w 543–544 i szerzej w Italii w latach 60. VI w. Znacznie przy tym ostrzejszy przebieg miała dżuma w ośrodkach miejskich niż na wsi.
Jakkolwiek niemożliwa jest dokładna rekonstrukcja zasięgu konkretnych fal zarazy, to wiadomo, że wielokrotnie nawiedzała ona wszystkie rejony cesarstwa i okolic; o globalnym charakterze zarazy świadczy, że niezależnie od siebie piszą o niej kronikarze i historycy z różnych regionów i kręgów kulturowych. Pierwsza fala pandemii zdaje się być przy tym najbardziej śmiercionośną.

## Objawy i identyfikacja choroby

### Identyfikacja choroby
W źródłach z epoki nie sposób odnaleźć nazwy choroby odpowiedzialnej za wybuch pandemii. Jako że wśród ówczesnych historyków nie było zwyczaju określania i klasyfikacji jednostek chorobowych, Dżuma Justyniana najczęściej przywoływana jest po prostu jako greckie loimos bądź thanatikon, co stanowi równoznaczność łacińskiego pestis, czyli choroba.
Za jednostkę chorobową odpowiedzialną za pandemię z dużą dozą prawdopodobieństwa uznaje się dżumę. Jej główny nosiciel to pchły, zwłaszcza pchła szczura (Xennopsylla cheopsis), żerująca na osobnikach szczura śniadego (Rattus rattus). W drugiej połowie XX wieku badacze wysunęli wątpliwości co do identyfikacji Dżumy Justyniana z dżumą. Sygnalizowano pewne problemy, jak np. poświadczone występowanie zarazy na Wyspach Brytyjskich, gdzie nie notowano pojawienia się szczura śniadego. Ponadto zwracano uwagę na brak źródeł mówiących o charakterystycznym pomorze szczurów towarzyszącym epidemii dżumy. Badania archeologiczne z XX wieku i towarzysząca im później rekonstrukcja DNA pozwoliły na odnalezienie pozostałości bakterii Yersinia pestis w szczątkach ofiar pandemii, co wzmacnia argument za dżumą dymieniczą. Według Johna Kelly’ego:

Dżuma Justyniana wyznacza początek wspólnej historii człowieka i Yersinia pestis.

Niewykluczone, że pandemię spowodowało kilka jednoczesnych rodzajów choroby, np. dżuma dymieniczna i jej odmiana posocznicowa wraz z odmianą płucną, przenoszoną kropelkowo. Do mniej popularnych wśród naukowców możliwości zalicza się tyfus bądź gorączkę krwotoczną.

### Objawy w źródłach z epoki

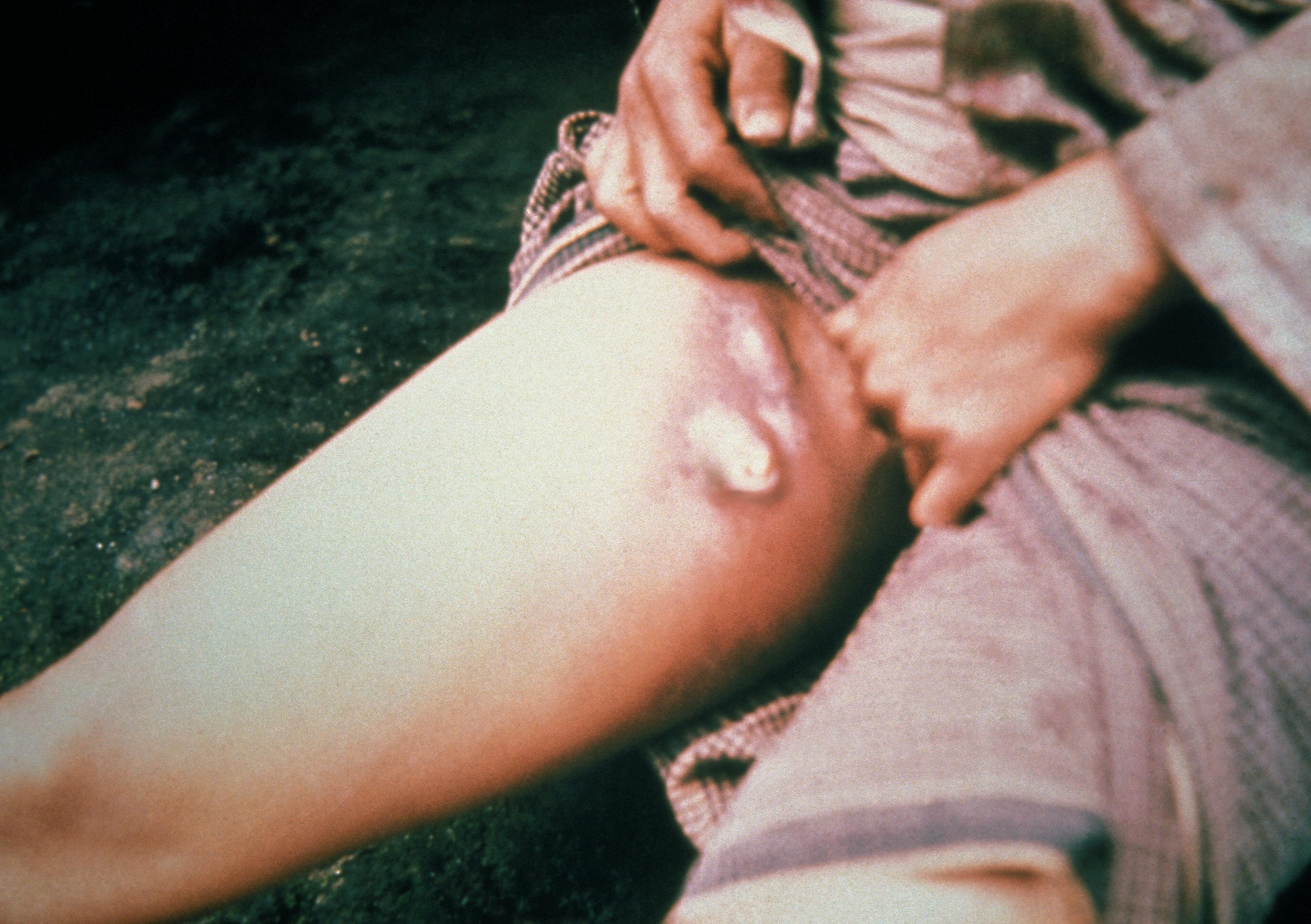
Charakterystyczne dla dżumy dymienice

Zarówno Prokopiusz, jak i inni pisarze sporo miejsca poświęcają opisowi objawów towarzyszących chorobie. Do wymienianych objawów zaliczano wysoką gorączkę, halucynacje, przekrwienie oczu, opuchliznę, biegunkę, wreszcie charakterystyczne guzy, dymienice. Zwracano uwagę na powszechne u chorych obłęd, wycieńczenie, halucynacje, śpiączkę i ogólne odrętwienie. W niektórych przypadkach pojawiały się wrzody i wybroczyny. Zgodnie z relacjami śmierć chorych następowała szybko, natychmiast bądź po kilku dniach. Jan z Efezu zauważał, że ci, którzy przeżyli, częstokroć miewali później problemy z mówieniem i chodzeniem; może to oznaczać, że przypadłość powodowała u chorego udar.
Pisarze zwracali uwagę na nieprzewidywalność choroby, która objawiała się tym, że pacjenci uznawani powszechnie za śmiertelnie chorych odzyskiwali często zdrowie. Z kolei „wielu takich, co do których utrzymywali, że przeżyją, miało zginąć niemal od razu”. Ewagriusz Scholastyk opisywał w swojej relacji odmienne reakcje organizmów na chorobę; informował choćby o „osobach, które, przebywając z chorymi, dotykając ich i dotykając zmarłych, same nie chorowały, ale zarażały inne osoby”, co można uznać za świadectwo bezobjawowego nosicielstwa. Z kolei Prokopiusz zauważył zjawisko nabywania odporności przez ozdrowieńców, opisując, że kolejne nawroty choroby rzadziej atakowały tych, którzy w niedawnym czasie przeszli już dżumę i zdołali ją przeżyć.

## Reakcje i próby walki z pandemią
Z uwagi na brak kluczowych odkryć w zakresie mikrobiologii mieszkańcy cesarstwa zmuszeni byli doszukiwać się przyczyn zarazy bądź to w niedoskonałych ustaleniach ówczesnych lekarzy, bądź też w sferze religii, astrologii czy magii. W pierwszym wypadku za przyczynę przypadłości uznawano miazmaty i szeroko rozumiane zepsute powietrze; bezpośredniego źródła pogorszenia zdrowia upatrywano w zaburzeniu równowagi fluidów w ciele chorego. W drugim przypadku przyczyną nieszczęść mogły być układ planet, klątwa tudzież kara boża. Poza unikaniem zarażonych i izolacją ich uciekano się więc głównie do religijności i proszono o wstawiennictwo świętych bądź bogów, kupowano i noszono przy sobie magiczne amulety, a w sferze doraźnej usiłowano przełamać złe powietrze olejkami, zapachami czy kadzidłami. Nieefektywność tych zabiegów prowadziła do wzrostu niepokojów społecznych:

Dżuma nie mieściła się w żadnych racjonalnych ramach: nie było wiadomo, kto może się zarazić, kto i dlaczego wyzdrowiał. Ta niewiedza powodowała panikę wśród mieszkańców i nieskoordynowane zachowania, jak u niektórych zamknięcie się w domach, u innych – ucieczkę z miast na tereny wiejskie, albo odwrotnie; niektórzy chcieli się schronić właśnie w wielkich miastach, uważając je za bezpieczniejsze.

W relacjach historyków wielokrotnie powtarza się klisza opisująca sterty ciał zmarłych na zarazę, które z braku czasu i ludzi zalegają niepochowane na ulicach. Na czas pandemii zrezygnowano z uroczystych pochówków. Justynian wprowadził ponadto doraźne przepisy mające regulować kwestię grzebania zmarłych. Powołał specjalny urząd do spraw pochówków, a na jego czele postawił poddanego o imieniu Teodor. Teodor nakazał kopać masowe groby w okolicach miasta, a z czasem, kiedy i w nich zabrakło miejsca, zwłoki upychano masowo w specjalnie dostosowanych do tego wieżach obronnych w twierdzy Sykaj; trupy ładowano również na statki, które następnie puszczano z prądem.

Mieszkańcy stolicy, wychodząc z domu, zakładali opaski z informacją o swoim imieniu, aby w razie nagłej śmierci mogli być rozpoznani i oddani rodzinie, a nie wrzuceni anonimowo do jednego z wykopanych dołów.

Cesarz, który także zaraził się dżumą, ale wkrótce wyzdrowiał, wprowadził prawodawstwo dotyczące regulacji cen, zakazując windowania kosztów towarów i usług powyżej tych sprzed pandemii. Wprowadzono też zmiany prawne, aby sprawniej uporać się z zalewem spraw spadkowych, będących rezultatem licznych zgonów. Stan pandemii doprowadził do czasowego pogodzenia się ze sobą zwaśnionych fakcji cyrkowych, których przedstawiciele wspólnie zajmowali się grzebaniem zmarłych. Zgodnie z relacją Jana z Efezu niekiedy za winnych zarazy uznawano chrześcijan, zwłaszcza duchownych, co rodziło tumulty i bójki uliczne.
Justynian I próbował walczyć z rozpowszechniającą się epidemią, odwołując się do wiary — założył wówczas kościół pod wezwaniem św. Kosmy i Damiana (patronów medycyny) . Prokopiusz z Cezarei był zdania, że to właśnie cesarz i jego małżonka są źródłem zarazy. Uważał, że epidemia jest skutkiem złych rządów Justyniana, który miał być winny upadku narodu rzymskiego .

## Umieralność
Dokładna liczba zmarłych pozostaje nieustalona. Szacuje się, że wskutek dżumy Justyniana zmarło nawet 100 milionów ludzi na całym świecie. Prokopiusz z Cezarei odnotował, że w szczytowym okresie zaraza zabijała 10 000 mieszkańców Konstantynopola dziennie, chociaż dokładność tej liczby jest podawana w wątpliwość, tak jak jego wzmianki o wyginięciu „prawie całej” ludzkości. Niektórzy historycy, m.in. Josiah C. Russell (1958), sugerowali, że w latach 541–700 zmarło od 50 do 60% ludności Europy, w tym 20–25% ludności podczas pierwszej fali. Wśród historyków bazujących na źródłach piśmienniczych z epoki panowało przekonanie, że na skutek epidemii zmarło od 25% do 50% populacji, czyli do 50, a nawet 100 mln ludzi; wyniki badań kwantytatywnych opublikowane w 2019 pozwalają uznać te szacunki za nie znajdujące oparcia w źródłach. Straty ludzkie w basenie śródziemnomorskim plasowały się według tychże badań co najwyżej na poziomie kilkunastu procent, co nie wyklucza, że mogły istnieć także lokalne ogniska chorobowe o wyższej umieralności.
Według obliczeń demografów tyczących się tylko cesarstwa w roku 540 liczyło ono ok. 26 mln mieszkańców, zaś w 565 było to już jedynie 19,5 mln; stanowiło to wynik zarówno pandemii, jak i innych kryzysów.

## Skutki zarazy

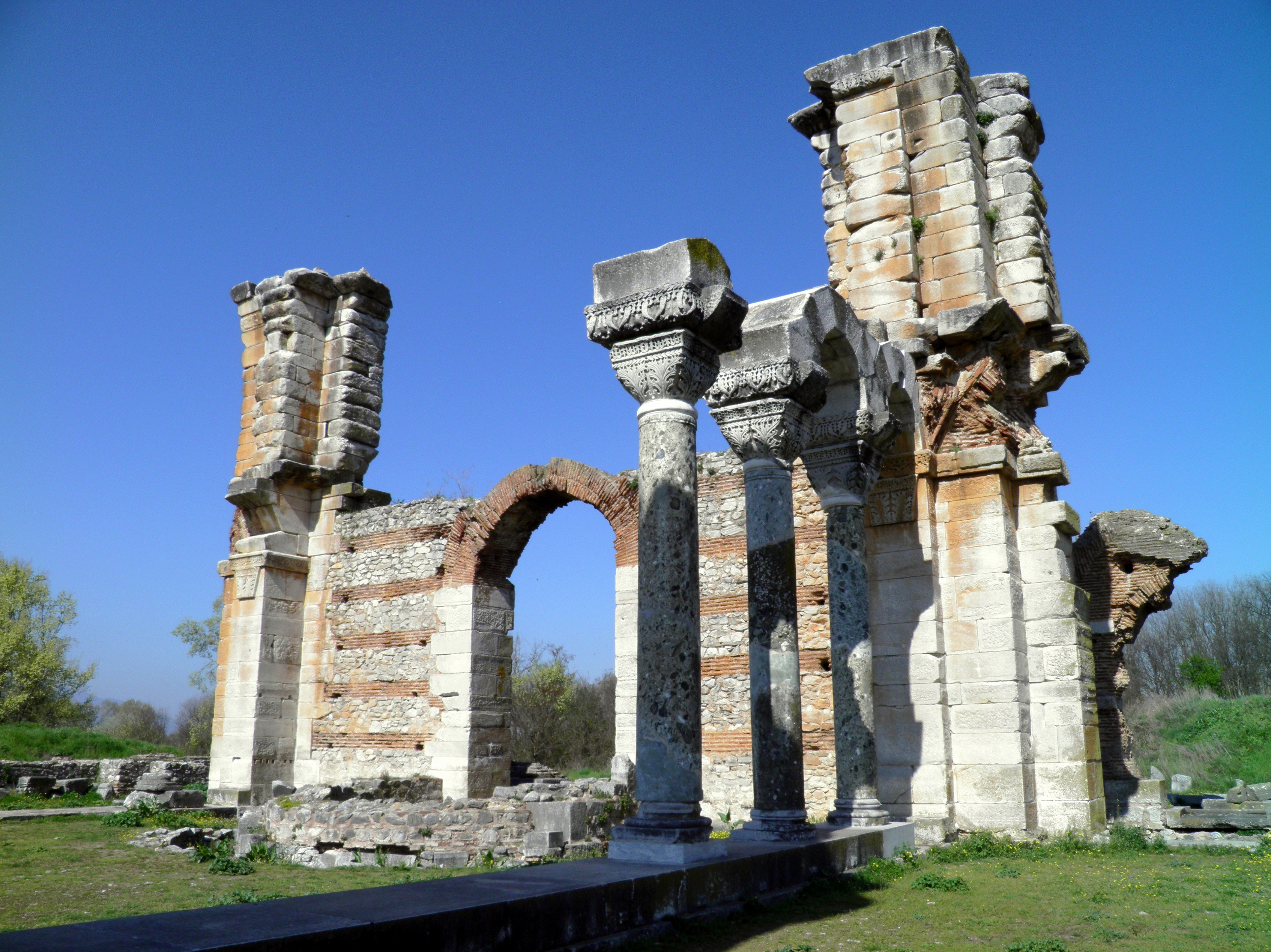
Niedokończona bazylika w Filippi, której budowę przerwało prawdopodobnie nadejście Dżumy Justyniana

Stan pandemii doprowadził do gwałtownego upadku handlu i skokowego wzrostu inflacji. Tymczasowy kryzys dostaw stał się powodem klęski głodu w dużych ośrodkach miejskich, zwłaszcza że w wyniku zarazy zdychały także zwierzęta domowe oraz dzikie. Pandemia poskutkowała czasowym stanem zachwiania społecznego. Zdarzały się przypadki szabrownictwa i rozbojów.
Wyludnienie wpłynęło na osłabienie militarne cesarstwa, co mogło ułatwić późniejsze ekspansje: Longobardów w Italii, Słowian na Bałkanach, Arabów w basenie Morza Śródziemnego, Persów na wschodniej rubieży państwa. Brak siły ludzkiej przyspieszył proces barbaryzacji wojska bizantyjskiego. Zaobserwowano u części społeczeństwa spadek religijności .
Justynian wydał w owym okresie ogromne ilości pieniędzy na wojny z Wandalami w północnej Afryce oraz z Ostrogotami w Italii. Ofiarował również znaczące sumy na budowę kościołów (m.in. Hagia Sophia). Przy tych wydatkach wpływ zarazy na przychody z podatków miał katastrofalne skutki. Toteż kryzysowi towarzyszył wzrost obciążeń fiskalnych wprowadzanych przez Justyniana; jego postawę wobec klęski zarazy krytykuje, tradycyjnie doń uprzedzony, Prokopiusz, kwitując, że cesarz „uczynił więcej złego niż zaraza”.
Zdaniem niektórych badaczy przekazy opisujące dżumę noszą znamiona przesady; wynikać to ma ze skłonności pisarzy z epoki do wyolbrzymień i popadania w klisze podpatrzone u innych autorów. Badania kwantytatywne, których wyniki opublikowano w 2019, wskazują, że doniosłość społeczno-gospodarcza Dżumy Justyniana była mniejsza aniżeli w przypadku późniejszej Czarnej Śmierci. Z drugiej strony źródła w sposób konsekwentny i niezależny podkreślają wyjątkową surowość zarazy i ogrom jej skutków, uznając ją za klęskę bez precedensu w historii.
Po wygaśnięciu Dżumy Justyniana Europa przez kilka wieków pozostawała zasadniczo wolna od epidemii chorób zakaźnych o szerokim zasięgu. Należy to przypisać ówczesnemu regresowi cywilizacyjnemu, w tym zwłaszcza drastycznemu zmniejszeniu populacji miast i upadkowi handlu. Kolejną wielką pandemią, która dotknęła kontynent, była dopiero Czarna Śmierć w XIV wieku.